# خشونت در محل کار
خشونت در محل کار، گونه‌ای از خشونت، پرخاش فیزیکی، یا تهدید است که سلامت و ایمنی فرد یا افراد استخدام‌شده را به خطر می‌اندازد.

## همه‌گیرشناسی
بیشتر موارد خشونت در محل کار حادثه‌های غیرکشنده هستند. از ۱۹۹۳ تا ۱۹۹۹ میلادی، به‌طور متوسط در هر سال، ۱٫۷ میلیون نفر قربانی خشونت در محل کار بوده‌اند. حدود ۷۵ درصد از این موارد، یورش معمولی در نظر گرفته می‌شوند در حالی که ۱۹ درصد از آن‌ها یورش شدید بوده‌اند.
مرکز کانادایی امنیت و سلامت شغلی شغل‌های زیر را به‌عنوان در معرض تهدید بالا فهرست می‌کند:
- کارمند مراقبت سلامتی
- زندان‌بانان
- کارمندان خدمات اجتماعی
- معلم‌ها
- کارآگاهان مسکن عمومی
- کارمندان شغل‌های عمومی
- فروشندهٔ فروشگاه